# Santa Croce in Via Flaminia
Santa Croce a Via Flaminia és una església amb rang de basílica dedicada a la Santa Creu que es troba prop de la Via Flaminia de Roma, a la via Guido Reni.

## Història
L' edifici va ser construït l'any 1913 per l'enginyer Aristide Leonori a instàncies del papa Pius X. Va ser el mateix pontífex qui va suportar les despeses de construcció, i el lloc escollit va ser aquell on, segons la tradició, l'emperador Constantí I va fer sonar les trompetes per anunciar a la ciutat la fi de les hostilitats contra els cristians. Les obres van començar el 17 d'octubre de 1912 i l'església fou inaugurada el 29 de desembre de l'any següent. No obstant això, només el 1918 va ser consagrada per monsenyor Giuseppe Pallica, arquebisbe de Filips. Mentrestant , el 19 de març de 1914, va ser elevada a parròquia amb la constitució apostòlica Quod iam pridem del papa Pius X. El 1964, Pau VI la va elevar al rang de basílica menor. Finalment, la basílica és la seu del títol cardenalici de "Santa Croce in Via Flaminia" , establert pel papa Pau VI el 5 de febrer de 1965. Entre el mobiliari de l'església hi ha una reproducció moderna, ricament decorada amb brodats i joies, de l'antic làbarum constantinià, la insígnia militar sobre la qual Constantí va fer col·locar el senyal de la creu seguint la famosa visió In hoc signo vinces.
En la història de la parròquia van ser il·lustres el P. Emilio Recchia , rector de 1934 a 1965, i el P. Cornelio Fabro, un il·lustre filòsof.
La Diputació Reial de l'anomenada branca espanyola de l'Orde Constantinià de Sant Jordi per a Itàlia es troba a la basílica ; la institució semblant de la branca francesa del Sacre Orde Militar Constantinià de Sant Jordi té la seu a l'església de San Giorgio a Velabro.

## Descripció
La façana de l'església reflecteix l'estil romànic basilical . Està precedit per un pòrtic amb sis columnes de granit amb capitells jònics. A l'entaulament hi ha un fris de mosaic amb una inscripció commemorativa del XVI centenari de l'Edicte de Milà: "An. Chr. MCMXIII Pius MDC" . A la façana hi ha un mosaic, obra de Biagio Biagetti, amb la representació de tres escenes: al centre el Triomf de la Creu, als costats l'Edicte de Milà i la Victòria de Constantí al pont de Milvi. Al costat de l'església hi ha el campanar de sis pisos, fortament inspirat en el de la basílica de Santa Maria in Cosmedin del segle xii, als peus del qual hi ha una estàtua de marbre que representa la Mare de Déu orant, un exvot en memòria de fugir del risc d'un bombardeig de la zona l'agost de 1943 . El campanar acull un concert de sis campanes en A♭ 3 intercalades a l'estil veronès, l'única església de Roma que ha fet un concert d'aquesta qualitat.
Després de passar un pronaos, per tres portes s'entra a la basílica, de tres naus, dividides per columnes de granit que sostenen arcs; el sostre és encavallat . A la contrafaçana hi ha un llenç que representa la batalla del Pont Milvi, una còpia del fresc present als Museus Vaticans, a la Sala de Constantí . Al mig de la nau dreta s'entra al baptisteri, separat del cos de l'església: aquest, de planta octogonal, va ser dissenyat per Carlo Stopponi l'any 1961. Al llarg dels murs de les naus laterals hi ha el Via Crucis, obra de mosaic de Biagio Biagetti (1942 - 46). A la nau esquerra hi ha el púlpit, creat en estil cosmatesc per Pio Leonori, germà de l'arquitecte Aristide.
L'absis de la nau central està il·luminat per cinc finestres, tres de les quals amb vitralls artístics, obra de Giuseppe Moroni, que representa la Invenció de la creu de Santa Helena, el Redemptor davant la creu i l'Emperador Heracli portant sobre la seva espatlles la creu. L'altar major, situat sota un gran cibori d'inspiració paleocristiana està flanquejat per una creu de bronze daurat on s'hi insereixen les relíquies. El fresc de l'absis, de Moroni, representa el Judici Final. A la loggia de l'absis hi ha l'orgue de la companyia Balbiani-Vegezzi Boss, equipat amb 12 registres sobre dos manuals i pedal.
També tenen un cert valor artístic les capelles de les naus laterals, on encara hi ha obres dels dos Leonori, Biagetti, Stopponi, Alessandro Delprato, Lorenzo Berlendis i Antonio Achilli .

## El títol cardenalici
Santa Croce in Via Flaminia (llatí: Titulus Sanctæ Crucis in via Flaminia) és un títol cardenalici establert pel papa Pau VI el 5 de febrer de 1965 amb la constitució apostòlica Omnibus quidem. El títol insisteix en la basílica de Santa Croce de la Via Flaminia . Inaugurada l' any 1913 , l'església està actualment regida per la Congregació dels Sagrats Estigmats de Nostre Senyor Jesucrist i és la seu de la Diputació Reial del Sacre Orde Militar Constantinià de Sant Jordi.

### Titulars
- Josef Beran (25 de febrer de 1965 - 17 de maig de 1969 mort)
  - Títol vacant (1969 - 1973)
- Bolesław Kominek (5 de març de 1973 - 10 de març de 1974 mort)
- William Wakefield Baum (24 de maig de 1976 - 23 de juliol de 2015 mort)
- Sérgio da Rocha, des del 19 de novembre de 2016